# Baj
Baj là một thị trấn thuộc hạt Komárom-Esztergom, Hungary. Thị trấn này có diện tích 21,13 km², dân số năm 2010 là 2836 người, mật độ 134 người/km².